# Clásico de la Neblina
El Clásico de la Neblina fue el nombre con el que se conoce a un hecho futbolístico relevante para la escena deportiva de Quito, en la que jugaron un partido entre Sociedad Deportiva Aucas y Liga Deportiva Universitaria, el 7 de septiembre de 1973. 
Los dos clubes militaban en aquel año en la Segunda División del Torneo Provincial de Pichincha.

## Síntesis e impacto del partido
Aucas y Liga participaban en Segunda Categoría de Pichincha en 1973, la asistencia al Estadio Olímpico Atahualpa de la ciudad de Quito el viernes 7 de septiembre de 1973 rompió el límite de aforo a dicho escenario concurriendo cerca de 42 400 personas que pagaron 628 180 sucres, aunque se dice también que el número de boletos vendidos fue de 44 000.
El encuentro rebasó el ámbito regional por el suceso de haber paralizado a toda una ciudad estando los dos clubes en Segunda División tras el descenso de Liga a Segunda en 1972.
Lo más anecdótico de este encuentro futbolístico fue la presencia de una espesa neblina que incluso no permitió ver el encuentro, ni siquiera por los mismos protagonistas por lo que se tuvo que dar por terminado 5 minutos antes de lo reglamentario. El resultado final fue a favor de Liga sobre Aucas por 3 goles a 1.
También es importante decir que este partido a pesar de no haber sido parte de una Competencia de la Serie A de Ecuador, rebasó todas las expectativas. Más de 50 000 personas en el Estadio Olímpico Atahualpa que para la época contaba con una capacidad de 45 000, gente en todas partes de escenario que abarrotaron todo sitio disponible: muros, pasillos, luminarias, las puertas destruidas por el público en su afán de entrar a ocupar un sitio en los graderíos y miles de personas se quedaron fuera del estadio.

## Alineaciones
|            | Guardameta     | Walter Maesso      |  |
|            | Defensa        | Washington Guevara |  |
|            | Defensa        | Iván Noboa         |  |
|            | Defensa        | Luis Garzón        |  |
|            | Defensa        | Hugo Cabrera       |  |
|            | Centrocampista | Roberto Sussman    |  |
|            | Centrocampista | Santiago Alé       |  |
|            | Delantero      | Marco Moreno       |  |
|            | Delantero      | Juan Carlos Gómez  |  |
|            | Delantero      | Jorge Tapia        |  |
|            | Delantero      | Óscar Zubía        |  |
| Entrenador | Entrenador     | Leonel Montoya     |  |

|            | Guardameta     | Alejandro Trillo |  |
|            | Defensa        | César Simbaña    |  |
|            | Defensa        | Gaspar Agüero    |  |
|            | Defensa        | Marco Maldonado  |  |
|            | Defensa        | Luis Chiriboga   |  |
|            | Centrocampista | Wilson Chalá     |  |
|            | Centrocampista | Jorge Gafter     |  |
|            | Delantero      | Marco Vergara    |  |
|            | Delantero      | Juan Ayala       |  |
|            | Delantero      | Julio Ávila      |  |
|            | Delantero      | Alcides Gómez    |  |
| Entrenador | Entrenador     | Donato Hernández |  |

| 16 | MED | width=65% | width=15%\| |
| 9  | DEL | width=65% | width=15%\| |
| 19 | MED | width=65% | width=15%\| |

| Anotado | 14' | Marco Moreno | 1-0 |
| Anotado | 18' | Jorge Tapia  | 2-0 |
| Anotado | 77' | Óscar Zubía  | 3-1 |

| Anotado | 45' | Jorge Gafter | 2-1 |

|  |
|  |
|  |

| Árbitro             | Carlos Mena Santacruz |
| Árbitros asistentes | Bandera de Ecuador    |
| Árbitros asistentes | Bandera de Ecuador    |
| Cuarto árbitro      | Bandera de Ecuador    |

|            | Guardameta     | Walter Maesso      |  |
|            | Defensa        | Washington Guevara |  |
|            | Defensa        | Iván Noboa         |  |
|            | Defensa        | Luis Garzón        |  |
|            | Defensa        | Hugo Cabrera       |  |
|            | Centrocampista | Roberto Sussman    |  |
|            | Centrocampista | Santiago Alé       |  |
|            | Delantero      | Marco Moreno       |  |
|            | Delantero      | Juan Carlos Gómez  |  |
|            | Delantero      | Jorge Tapia        |  |
|            | Delantero      | Óscar Zubía        |  |
| Entrenador | Entrenador     | Leonel Montoya     |  |

|            | Guardameta     | Alejandro Trillo |  |
|            | Defensa        | César Simbaña    |  |
|            | Defensa        | Gaspar Agüero    |  |
|            | Defensa        | Marco Maldonado  |  |
|            | Defensa        | Luis Chiriboga   |  |
|            | Centrocampista | Wilson Chalá     |  |
|            | Centrocampista | Jorge Gafter     |  |
|            | Delantero      | Marco Vergara    |  |
|            | Delantero      | Juan Ayala       |  |
|            | Delantero      | Julio Ávila      |  |
|            | Delantero      | Alcides Gómez    |  |
| Entrenador | Entrenador     | Donato Hernández |  |

| 16 | MED | width=65% | width=15%\| |
| 9  | DEL | width=65% | width=15%\| |
| 19 | MED | width=65% | width=15%\| |

| Anotado | 14' | Marco Moreno | 1-0 |
| Anotado | 18' | Jorge Tapia  | 2-0 |
| Anotado | 77' | Óscar Zubía  | 3-1 |

| Anotado | 45' | Jorge Gafter | 2-1 |

|  |
|  |
|  |

| Árbitro             | Carlos Mena Santacruz |
| Árbitros asistentes | Bandera de Ecuador    |
| Árbitros asistentes | Bandera de Ecuador    |
| Cuarto árbitro      | Bandera de Ecuador    |